# Succinea sanctaehelenae
Succinea sanctaehelenae е вид коремоного от семейство Succineidae.

## Разпространение
Видът е разпространен в Асенсион и Тристан да Куня и Остров Света Елена.